# 4512 Sinuhe
4512 Sinuhe este un asteroid din centura principală, descoperit pe 20 ianuarie 1939 de Yrjö Väisälä.